# Tomáš Husinecký
Tomáš Husinecký, též jako Tomáš Husinec z Vodňan (1530, Vodňany – 20. srpna 1585, Praha) byl český lékař a učenec.

## Život
Byl vzděláván v domácím učení, kde byl žákem Matěje z Hradešína, Václava Arpina, Václava Nocolaida v Žatci. V roce 1548 získal hodnost bakaláře a roku 1552 se stal magistrem a správcem školy v Plzni. Poté studoval v Lipsku, Štrasburku, Curychu, Padově a Římě, kde promoval jako lékař. Po návratu do Prahy se v roce 1556 stal proboštem Karlovy koleje.

## Dílo
V Artistické fakultě pražské Univerzity Karlovy přednášel od roku 1557 Aristotelovu Fyziku a v letech 1559–1560 byl děkanem Karlovy koleje, kde byl členem konzistoře podobojí. Udržoval přátelské styky s jezuity. V roce 1569 se oženil, načež opustil univerzitu a stal se měšťanem a s velkým úspěchem provozoval lékařskou praxi. Dochovaly se jeho univerzitní vyhlášky úřední povahy a pozvání ke zkouškám a k bakalářských pomocím z let 1558–1568. Tomáš Husinecký z Vodňan zemřel v Praze 20. srpna 1585. Příčinou jeho smrti byl mor.